# Midgar
Midgar är en stad i spelet Final Fantasy VII. Staden är uppdelad i olika sektorer, som var och en har plats för en "MakoReaktor".
Tifa Lockharts bar 7th heaven låg i sektor 7 i Midgar. Aeris Gainsborough bodde i Midgar tillsammans med sin "mamma". En annan av personerna som dyker upp i spelet, och som bor i Midgar, är Don Corneo.
I staden låg den första reaktorn som Cloud Strife tillsammans med AVALANCHE sprängde, i sina försök att rädda jorden.